# Лемерр, Роже
Роже́ Леме́рр (фр. Roger Lemerre, род. 18 июня 1941, Брикебек, департамент Манш) — французский футболист и тренер. В 1968—1971 годах игрок сборной Франции. Под его руководством сборная Франции выиграла золотые медали на чемпионате Европы 2000 года и на Кубке конфедераций 2001 года. Дважды возглавлял футбольные сборные на чемпионатах мира: в 2002 году сборную Франции, в 2006 сборную Туниса. Во главе сборной Туниса победитель Кубка африканских наций 2004 года.

## Карьера игрока
Футбольная карьера Лемера началась в небольшом клубе «Брикебек». Проведя три сезона в команде, отправился в клуб «Сен-Ло». Спустя год стал игроком «Седана», в составе которого дебютировал в профессиональном футболе. Следующие восемь лет Лемерр провёл в клубе «кабанов». Наивысшим достижением Лемарра с командой стал финал Кубка Франции 1965 года. Помимо этого в следующем 1966 году Роже стал обладателем премия «Золотая Звезда» журнала France Football. Стабильное выступление за «Седан» позволило Лемерру в 1968 году получить вызов в первую сборную страны, а также вновь стать обладателем «Золотой Звезды». В 1969 году Лемерр перешёл в «Нант» (1969—1971), затем в «Нанси» (1971—1973) и «Ланс» (1973—1975).

## Достижения
Как игрок
- «Золотая Звезда France Football»: 1966, 1968, 1969[2]

Как тренер
 Сборная ВС Франции
- Чемпион мира среди ВС по футболу: 1995

 Сборная Франции
- Чемпион Европы: 2000
- Чемпион Кубка конфедераций: 2001

 Сборная Туниса
- Чемпион Кубка африканских наций: 2004